# 블랙페이스

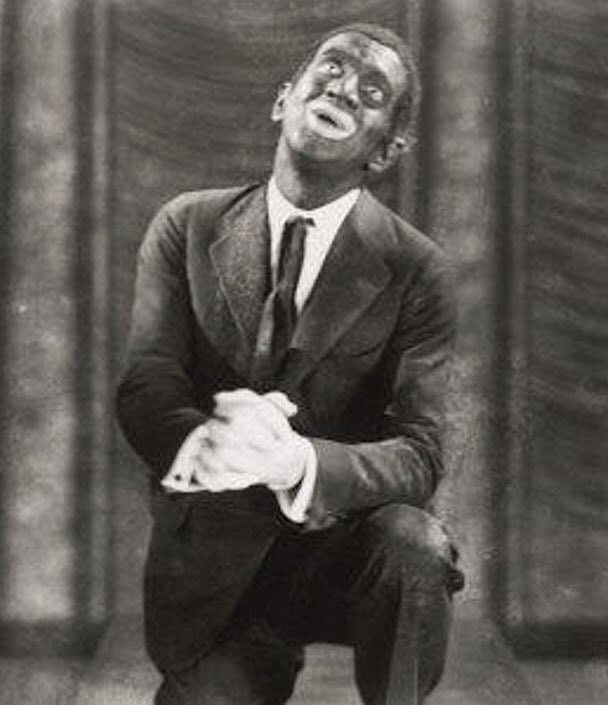
《재즈 싱어》 (1927)의 알 졸슨

블랙페이스(영어: blackface)는 흑인 이외의 출연자가 흑인을 연기하기 위해 하는 무대 메이크업이자 그 메이크업을 한 공연자와 공연을 의미한다. 1848년까지 블랙페이스의 민스트럴 쇼가 미국에서 유행하고 오페라 등 공식적인 작품을 다시 만들어 일반인들에게 유행시켰다. 20세기 초반, 블랙페이스는 민스트럴 쇼의 틀에서 벗어나서 자신만의 스타일이 되었지만, 1960년대 아프리카계 미국인 민권 운동에 의해 멈추었다.
1830년경부터 약 100년, 미국 극장에서 블랙페이스는 중요한 전통 공연이었다. 곧 유행이 퍼져, 영국에서는 1978년까지 계속되어 The Black and White Minstrel Show, 1976년과 1981년 Are You Being Served? 크리스마스 스페셜이 방송되는 등 미국보다 오래했다. 미국에서도 영국에서도 블랙페이스는 민스트럴 쇼에서 가장 많이 이용되고 있었다. 흑인 배우도 블랙페이스로 연기하기도 했다.
20세기 중반까지 인종과 인종 차별에 대한 생각이 바뀌어가고, 블랙페이스 공연은 없어져 갔다. 현재는 공연에 필요한 경우에 한하여 또한 사회적 주장이나 풍자에만 사용된다.

## 같이 보기
- 게이포페이